# Nijō Yoshitada
Nijō Yoshitada (二条 吉忠) (1689 - 1737), fils du régent Nijō Tsunahira, est un noble de cour japonais (kugyō) de la période Edo. Il exerce la fonction de régent kampaku pour l'empereur Sakuramachi de 1736 à 1737. Il épouse une fille de Maeda Tsunanori, quatrième daimyo du domaine de Kaga. Nijō Munehira est son fils. Une de ses filles est par ailleurs consort de l'empereur Sakumarachi.